# Yūtarō Niinae
Yūtarō Niinae (japanisch 新家 裕太郎; * 6. Februar 2001) ist ein japanischer Leichtathlet, der sich auf den Hindernislauf spezialisiert hat.

## Sportliche Laufbahn
Erste Erfahrungen bei internationalen Meisterschaften sammelte Yūtarō Niinae bei den Crosslauf-Weltmeisterschaften 2024 in Belgrad, bei denen er in 23:18 min den siebten Platz in der Mixed-Staffel belegte. Im Jahr darauf gewann er bei den Asienmeisterschaften in Gumi in 8:24,41 min die Silbermedaille über 3000 m Hindernis hinter dem Inder Avinash Sable. 

## Persönliche Bestzeiten
- 5000 Meter: 13:33,73 min, 1. Juni 2024 in Yokohama
- 3000 Meter Hindernis: 8:20,36 min, 29. September 2024 in Niigata